# Krill antàrtic
El krill antàrtic (Euphausia superba[a]) és una espècie de crustaci malacostraci de l'ordre Euphausiacea, que es troba a les aigües de l'oceà antàrtic. Els krills antàrtics són invertebrats semblant a una petita gamba que viu en grans grups, que s'anomenen eixams, que de vegades arriben als 10.000–30.000 animals per metre quadrat. S'alimenten de fitoplàncton, aprofitant l'energia que aquest agafa de la llum solar. Creixen fins a una longitud de 6 centímetres, pesen uns 2 grams, i poden arribar a viure durant sis anys. Són una peça clau a l'ecosistema antàrtic, i, en termes de biomassa, són probablement l'espècie animal més reeixida del planeta (aproximadament 500 milions de tones).

## Classificació sistemàtica
Tots els membres de l'ordre Euphausiacea són crustacis del superordre Eucarida, i la placa corporal la tenen unida en los que la closca i forma a cada banda de les agalles del krill, visibles per a l'ull humà. Les potes no formen una estructura mandibular, que diferencia a aquest ordre dels decàpodes (crancs, etc.).
Vegeu també: Euphausia superba a Wikispecies, el directori lliure d'espècies.

## Alimentació

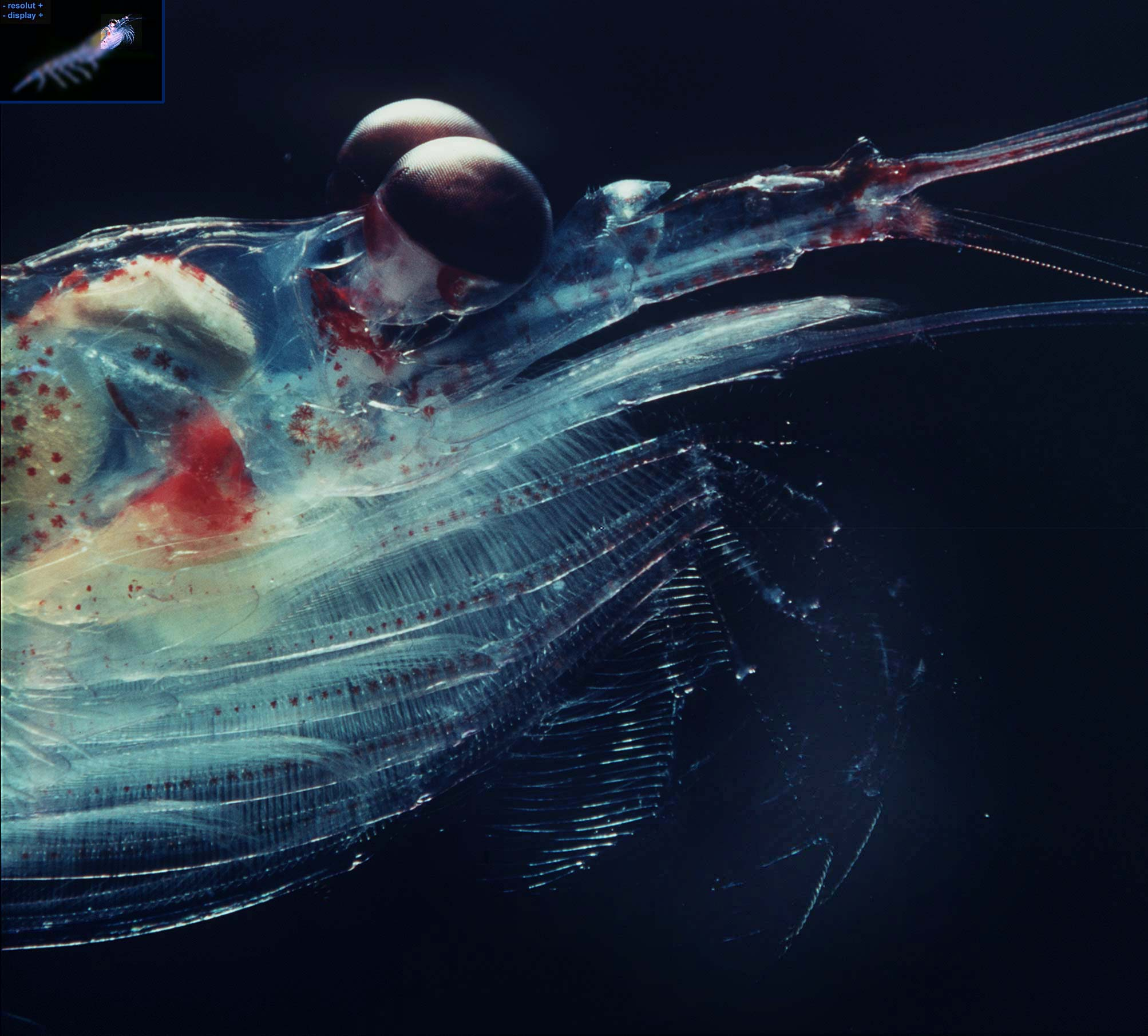
Cap d'un krill antàrtic. Observeu l'òrgan bioluminescent darrere els ulls, els nervis visibles a l'antena, el tub gàstric i la xarxa de filtratge a les potes

L'intestí del krill antàrtic és visible normalment amb un color verd brillant a través de la seva pell transparent, car indica que el seu aliment principal és el fitoplàncton, especialment diatomees molt petites (20 μm), que filtra de l'aigua mitjançant una cistella d'alimentació.
La closca cristal·lina de les diatomees és triturada pel tub gàstric, i digerida a l'hepatopàncrees. El krill antàrtic també pot capturar altres crustacis de l'ordre Amphipoda i de la subclasse Copepoda, així com altres components del zooplàncton.
L'intestí forma un tub recte; la seva eficiència no és molt alta, ja que als excrements s'hi pot trobar molt carboni (vegeu la secció "Bomba biològica" més avall).
S'ha observat a alguns aquaris que el krill pot arribar a menjar-se animals de la mateixa espècie. Si no és alimentat, pot arribar a reduir la seva mida a la muda, i resulta excepcional en animals d'aquesta mida.

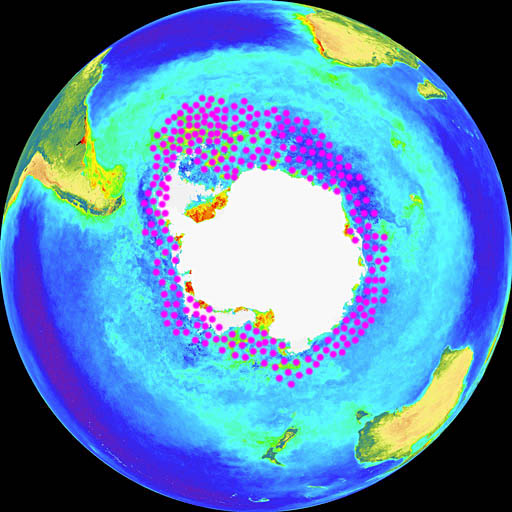
Distribució del krill segons una imatge d'un satèl·lit de la NASA — Les concentracions principals estan al Mar de Scotia a la Península Antàrtica.

## Distribució geogràfica
El krill antàrtic abunda a les aigües superficials dels mars del Sud: té una distribució circumpolar, amb les majors concentracions al sector de l'oceà Atlàntic.
El límit dels sectors del mar austral, que inclouen a l'Atlàntic, al Pacífic, i a l'Índic es defineixen en forma aproximada per la convergència antàrtica, un frent circumpolar on l'aigua freda superficial se submergeix a baix de les aigües subantàrtiques més càlides.